# Zapasy na Letnich Igrzyskach Olimpijskich 1984 – kategoria do 48 kg w stylu wolnym
Zmagania mężczyzn do 48 kg to jedna z dziesięciu męskich konkurencji w zapasach w stylu wolnym rozgrywanych podczas Letnich Igrzysk Olimpijskich 1984. Pojedynki w tej kategorii wagowej odbyły się w dniach 7 – 9 sierpnia.

## Klasyfikacja[1]
| Pozycja | Nazwisko        | Kraj              |
| ------- | --------------- | ----------------- |
| 1       | Bobby Weaver    | Stany Zjednoczone |
| 2       | Takashi Irie    | Japonia           |
| 3       | Son Gap-do      | Korea Południowa  |
| 4       | Gao Wenhe       | Chiny             |
| 5       | Reiner Heugabel | RFN               |
| 6       | Kent Andersson  | Szwecja           |
| 7       | Sunil Dutt      | Indie             |

## Zasady[2]
Uczestnicy zostali podzieleni na dwie grupy. Zawodnik który przegrał dwie walki odpadł z dalszej rywalizacji.
- TF — Łopatki
- ST — Przewaga (12 punktów różnicy, przewaga techniczna)
- PP — Na punkty (1-7 punktów różnicy, pokonany zdobył punkty)
- P1 — Pasywność (Przy prowadzeniu różnicą 1-7 punktów)
- DC — Decyzja (Przy wyniku 0-0)

## Wyniki

### Rundy eliminacyjne

#### Grupa A
| Przegrane | Zawodnik       | Wynik   | Czas/Punkty | Zawodnik       | Przegrane |         |
| Runda 1   | Runda 1        | Runda 1 | Runda 1     | Runda 1        | Runda 1   | Runda 1 |
| --------- | -------------- | ------- | ----------- | -------------- | --------- | ------- |
| 0         | Son Gap-do     | 4-0 ST  | 12-0        | Sunil Dutt     | 1         |         |
| 0         | Takashi Irie   | 4-0 TF  | 0:37        | Kent Andersson | 1         |         |
| Runda 2   |                |         |             |                |           |         |
| 1         | Son Gap-do     | 1-3 PP  | 7-8         | Takashi Irie   | 0         |         |
| 2         | Sunil Dutt     | 1-3 DC  | 0-0         | Kent Andersson | 1         |         |
| Finał     |                |         |             |                |           |         |
| 0         | Takashi Irie   | 4-0 TF  | 0:37        | Kent Andersson | 1         |         |
| 1         | Son Gap-do     | 1-3 PP  | 7-8         | Takashi Irie   | 0         |         |
| 2         | Kent Andersson | 0-4 ST  | 0-12        | Son Gap-do     | 1         |         |

#### Klasyfikacja
| Zawodnik       | Przegrane | Runda | Punktacja | Finał |
| -------------- | --------- | ----- | --------- | ----- |
| Takashi Irie   | 0         | -     | 7         | 7     |
| Son Gap-do     | 1         | -     | 5         | 5     |
| Kent Andersson | 1         | -     | 3         | 0     |
| Sunil Dutt     | 2         | 2     | 1         |       |

#### Grupa B
| Przegrane | Zawodnik        | Wynik  | Czas/Punkty | Zawodnik        | Przegrane |       |
| Finał     | Finał           | Finał  | Finał       | Finał           | Finał     | Finał |
| --------- | --------------- | ------ | ----------- | --------------- | --------- | ----- |
| 1         | Reiner Heugabel | 1-3 PP | 4-9         | Gao Wenhe       | 0         |       |
| 0         | Bobby Weaver    | 4-0 TF | 2:56        | Reiner Heugabel | 2         |       |
| 1         | Gao Wenhe       | 0-4 ST | 0-13        | Bobby Weaver    | 0         |       |

#### Klasyfikacja
| Zawodnik        | Przegrane | Runda | Punktacja | Finał |
| --------------- | --------- | ----- | --------- | ----- |
| Bobby Weaver    | 0         | -     | 0         | 8     |
| Gao Wenhe       | 0         | -     | 0         | 3     |
| Reiner Heugabel | 0         | -     | 0         | 1     |

### Runda finałowa[7]
| Zawodnik        | Wynik           | Czas/Punkty     | Zawodnik        |                 |
| O piąte miejsce | O piąte miejsce | O piąte miejsce | O piąte miejsce | O piąte miejsce |
| --------------- | --------------- | --------------- | --------------- | --------------- |
| Kent Andersson  | 0-3 P1          | 5:21            | Reiner Heugabel |                 |
| O brązowy medal |                 |                 |                 |                 |
| Son Gap-do      | 3-1 PP          | 13-7            | Gao Wenhe       |                 |
| Finał           |                 |                 |                 |                 |
| Takashi Irie    | 0-4 TF          | 2:58            | Bobby Weaver    |                 |